# Федеральная служба Российской Федерации по контролю за оборотом наркотиков
Федеральная служба Российской Федерации по контролю за оборотом наркотиков (ФСКН России) являлась федеральным органом исполнительной власти, осуществляющим функции по выработке государственной политики, нормативно-правовому регулированию, контролю и надзору в сфере оборота наркотических средств, психотропных веществ и их прекурсоров, а также в области противодействия их незаконному обороту.
5 апреля 2016 года Указом Президента Российской Федерации ФСКН России упразднена, а её функции и полномочия переданы в систему Министерства внутренних дел Российской Федерации с июня 2016 года, образовав объединённое Главное управление по контролю за оборотом наркотиков МВД России. Ликвидационная комиссия ФСКН России работала до 1 июля 2018 года.

## История
- 24 сентября 2002 года создан Государственный комитет по противодействию незаконному обороту наркотических средств и психотропных веществ при Министерстве внутренних дел Российской Федерации[2].
- 11 марта 2003 года Государственный комитет по противодействию незаконному обороту наркотических средств и психотропных веществ при Министерстве внутренних дел Российской Федерации преобразован в Государственный комитет Российской Федерации по контролю за оборотом наркотических средств и психотропных веществ[3], председателем комитета назначен В. В. Черкесов[4]. Комитету передана материальная база и бо́льшая часть (40 тысяч единиц[5]) штатной численности упразднённой Федеральной службы налоговой полиции Российской Федерации. Комитет начал свою деятельность 1 июля 2003 года.
- 6 июня 2003 года утверждено «Положение о Государственном комитете Российской Федерации по контролю за оборотом наркотических средств и психотропных веществ»[6].
- 9 марта 2004 года Государственный комитет Российской Федерации по контролю за оборотом наркотических средств и психотропных веществ переименован в Федеральную службу Российской Федерации по контролю за оборотом наркотических средств и психотропных веществ[7].
- 28 июля 2004 года Федеральная служба Российской Федерации по контролю за оборотом наркотических средств и психотропных веществ переименована в Федеральную службу Российской Федерации по контролю за оборотом наркотиков[8].
- 12 мая 2008 года указом Президента Российской Федерации В. В. Черкесов освобождён от должности директора ФСКН России[9].
- 15 мая 2008 года указом Президента Российской Федерации директором ФСКН России назначен В. П. Иванов[10].
- 2 января 2011 года Президент Российской Федерации подписал Указ № 20 «Об учреждении знамени Федеральной службы Российской Федерации по контролю за оборотом наркотиков и знамён её территориальных органов»[11].
- В июле 2015 года в Администрацию Президента Российской Федерации поступил ряд предложений о грядущих сокращениях в силовых и правоохранительных органах. Они были предоставлены Минфином России, МВД России и ФСКН России. В рамках сокращения бюджета предлагалось расформировать две службы — ФСКН России и ФМС России. Штатная численность наркоконтроля составляла около 34 тыс. сотрудников. Из них предполагалось уволить около 27 тыс., а 7,5 тыс. офицеров перевести в МВД России в подразделения уголовного розыска. Это позволяло сократить расходные статьи бюджета примерно на 30 млрд руб. Экономия главным образом была бы за счет массового сокращения управленческого аппарата и генеральских должностей. Отдельно пояснялось, что темой легального оборота наркотиков (аптеки, фармацевтические компании и т. д.) станут заниматься уже не правоохранительные органы, а соответствующие службы Минздрава России.
- 31 марта 2016 года Правительством Российской Федерации рассмотрен и одобрен проект федерального закона «Об органах по контролю за оборотом наркотических средств и психотропных веществ»[12].

В этот же день заместитель директора ФСКН России генерал-полковник полиции Николай Аулов был объявлен Испанией в международный розыск и заочно арестован по обвинению в связях с оргпреступностью.
Вечером того же дня Президент Российской Федерации В. В. Путин встретился с директором ФСКН России В. Ивановым.
- 5 апреля 2016 года Президент Российской Федерации подписал Указ № 156 об упразднении Федеральной службы Российской Федерации по контролю за оборотом наркотиков и передаче её функций в МВД России[15]. С апреля 2016 года функции ФСКН России выполняет Главное управление по контролю за оборотом наркотиков Министерства внутренних дел Российской Федерации. 13 апреля 2016 года начальником ГУ назначен генерал-майор полиции Храпов Андрей Иванович[16].

## Цели и задачи
Основными задачами ФСКН России являлись:
- обеспечение контроля за оборотом наркотиков;
- выявление, предупреждение, пресечение, раскрытие и предварительное расследование преступлений, отнесённых к подследственности ФСКН России;
- координация деятельности исполнительной власти по противодействию незаконному обороту наркотиков;
- создание и ведение единого банка данных по вопросам, касающимся оборота наркотиков, а также противодействия их незаконному обороту.

## Руководство ФСКН России
Директора:
- с 11 марта 2003 года по 12 мая 2008 года — Виктор Васильевич Черкесов

- с 15 мая 2008 года по закрытие — Виктор Петрович Иванов

Заместители директора
- Каланда, Владимир Александрович (с 16 июня 2008 года)[18][19]

- Аулов, Николай Николаевич, генерал-полковник полиции (с 16 июня 2008 года)
- Кийко, Михаил Юрьевич, генерал-полковник полиции (с 11 июня 2009 года)
- Сафонов, Олег Александрович, статс-секретарь (с 12 июня 2009 года)
- Цветков, Николай Борисович, руководитель аппарата Государственного антинаркотического комитета (с апреля 2009 года)

## Структура ФСКН России
ФСКН России обеспечивала работу Государственного антинаркотического комитета и его подразделений в федеральных округах.
Систему органов ФСКН России составляли центральный аппарат, а также региональные управления ФСКН России, управления ФСКН России по субъектам федерации, Следственный департамент, а также иные организации и подразделения, созданные для реализации задач, возложенных на эту правоохранительную структуру.
Штатная численность ФСКН России, определённая указом президента РФ, на 1 января 2014 года составляла 34 785 человек, из них примерно половина работала в сфере уголовного преследования (оценочно 2 тыс. следователей, от 0,5 до 1 тыс. дознавателей и и.о. дознавателей, 5—6 тыс. оперативных работников), остальные в сфере пропаганды, профилактики, реабилитации наркозависимых, борьбы с административными правонарушениями в сфере оборота наркотиков, контроля легального оборота наркотиков и прекурсоров. В отличие от системы МВД, где следователи носят звания специальные звания юстиции (лейтенант юстиции и т.п.), в ФСКН все сотрудники, связанные с уголовным преследованием (включая следователей), и весь руководящий состав носили специальные звания полиции (до 2011 года — милиции).
В отличие от МВД, где низовой структурой является районный отдел (над которым находится управление или главное управление МВД субъекта Федерации), в ФСКН низовой структурой являлся межрайонный отдел (4—10 отделов на регион, общая численность в стране 4—6 сотен межрайонных отделов), со средней численностью около 40 человек.

## Подразделения специального назначения «Гром»
Управление специального назначения и охраны ФСКН России (созданное на базе Управления физической защиты ФСНП России) включало в себя оперативно-боевые отряды и кинологическую службу.
В 2012 году ОСН «Гром» включён в состав Коллективных сил оперативного реагирования антинаркотических ведомств и органов внутренних дел государств — членов Организации Договора о коллективной безопасности.
Спецподразделение Федеральной службы по контролю за оборотом наркотиков «Гром» вошло в состав МВД России, на его базе с 1 января 2017 года образованы отряды специального назначения «Гром» региональных органов внутренних дел. В составе центрального аппарата МВД также есть специальное подразделение — СОБР МВД России. 
Указом Президента России в октябре 2023 года ОСН «Гром» переведены из МВД России в состав Росгвардии и включены в состав подразделений специального назначения СОБР.

## Профессиональные праздники
- День работника органов наркоконтроля (11 марта) — введён Указом Президента России В. В. Путина от 16 февраля 2008 года[25]
- День подразделений специального назначения органов наркоконтроля России (8 сентября) — введён решением Директора ФСКН России В. П. Иванова.

## Критика деятельности
В 2004 году по формальному критерию было запрещено применение обезболивающего препарата кетамина в ветеринарных клиниках. Ветврачи, стремившиеся облегчить страдания животных, сознательно шли на нарушение закона — в результате возник конфликт между правовой и моральной стороной вопроса.
Критиковались случаи преследования со стороны госнаркоконтроля за торговлю веществами, не содержащимися на тот момент в списках сильнодействующих и наркотических веществ, например, Сибутрамином. Организация критиковалась за борьбу с пищевым маком (до 2,5 тысячи дел в год), возможно, имеющую коррупционную составляющую, и за внесение в список запрещенных популярных развлекательных интернет-ресурсов Луркоморье и Либрусек.
Приблизительно двадцать процентов заключенных в российских тюрьмах осуждено по 228 ст. УК РФ. В 2011 году, по данным ВС РФ по 228-й статье было осуждено 78 тыс. человек, а по всем статьям УК, связанным с незаконным оборотов наркотиков и сильнодействующих веществ — 134 тыс. При этом многие дела по сбыту наркотических средств возбуждались в результате проверочных закупок. В судебной практике имелись отдельные случаи, когда сотрудники правоохранительных органов занимались подстрекательством или действовали с нарушениями ФЗ «Об оперативно-розыскной деятельности».
Ряд экспертов указывали на излишне строгие меры контроля за легальным оборотом наркотических средств, которые приводят к недоступности наркотических анальгетиков. Легальное потребление опиоидов на душу населения в РФ в сотни раз уступает аналогичным показателям для стран Европы.